# 分散劑
分散劑（Dispersant/ Dispersing agent）為一種界面活性劑。其結構包含錨定段（Anchoring segment）與鏈體段（Chain segment）。主要目的是促進懸浮液中的粒子分離，避免產生沉降或凝集（clumping）的情形，使預分散粒子能穩定分散於介質中。
分散劑為一種添加劑（additive），被廣泛使用於油漆、塗料、油墨等產品中。其添加量少（約占產品0-5%），但卻能夠大幅提升產品性質，如: 降低研磨漿料黏度、提升儲存穩定性、增加產品色濃度等。

## 化學結構
分散劑的組成結構包含錨定段（anchoring segment）與鏈體段（chain segment）。錨定端的作用為吸附/ 鍵結於欲分散顆粒表面，鏈體段可以溶於分散介質中，使分散粒子與介質的界面能降低。
區分潤濕劑（wetting agent）與分散劑的主要差異為分子量的大小。潤濕劑通常分子量較小，可以快速吸附於分散粒子的表面進行潤濕，但易脫落，穩定性較差; 反之，分散劑通常分子量較大，在分散介質中移送速率較慢，但吸附於分散粒子表面後不易脫落，因此穩定性較好。

## 應用領域
塗料油墨
塗料油墨組成主要含有色粉（pigment）、溶劑（solvent）、樹脂（resin）、添加劑（additive）。有顏色的色粉顆粒通常為許多原始顆粒（primary particle）的聚集體（agglomerates），需藉由機械攪拌等外力提供足夠的剪切力，使團聚的顆粒相互撞擊後被打散成為較細小的顆粒。色粉顆粒越小，其產品的色濃度越佳，顏色越鮮豔。分散的過程可以分為三步驟: 潤濕、分散、穩定。分散劑可以幫助色粉更容易分散於分散介質中，並且使分散後的粒子穩定存在於分散介質中，避免產生團聚絮凝（flocculation）。
其他領域
塑膠混煉，被動元件，鋰電池正負極，光阻或任何需要分散之漿料

## 主要生產商
德國的畢克化學（BYK）、巴斯夫（BASF）、贏創工業（Evonik）; 美國的路博潤（Lubrizol）、禾大、海明斯化學。